# 信長之野望·天道
《信長之野望·天道》是日本光榮公司發售的第13部信長之野望系列歷史模擬遊戲。日文原版於2009年9月18日發售，威力加強版在2010年12月17日發售。中文化的原版及威力加強版於2011年1月27日發售。PS3版於2011年5月26日發售。
遊戲繼承上一代《信長之野望·革新》的即時制系統。與過去不同之處在於新加入村落系統，使玩家可逐步佔據敵國的領土，從城市派出工作隊鋪設道路以控制村落及資源，並在村落進行各種開發與建設。此外，本作亦加入了「傳說」系統，玩家在遊戲開始前，可選擇是否「相信」歷史傳聞，從而觸發「傳承」事件(包括：是否相信上杉謙信是女兒身、德川家康是否影武者等)。本作亦有「架空公子」、「架空公主」、「AI編輯」、「包圍網」(遊戲進行時是否適用)、「混戰」(遊戲進行時是否適用)等個人化設定。

## 劇本

### 全國模式
以統一全國作為目標。
| 起始日期   | 中文版名稱         | 載於                    |
| ---------- | ------------------ | ----------------------- |
| 1511年8月  | 上洛之夢（史實）   | PS3版                   |
| 1534年5月  | 信長誕生（史實）   | 威力加強版、PS3版       |
| 1546年1月  | 信長元服（史實）   | 原版、威力加強版、PS3版 |
| 1555年10月 | 尾張統一（史實）   | 原版、威力加強版、PS3版 |
| 1568年11月 | 信長上洛（史實）   | 原版、威力加強版、PS3版 |
| 1570年6月  | 姊川之戰（史實）   | 威力加強版、PS3版       |
| 1575年6月  | 長篠之戰（史實）   | 原版、威力加強版、PS3版 |
| 1582年1月  | 如夢似幻（史實）   | 原版、威力加強版、PS3版 |
| 1582年12月 | 野心重燃（史實）   | 威力加強版、PS3版       |
| 1580年1月  | 繼承天下者（虛構） | 威力加強版、PS3版       |
| 1588年1月  | 慶長大轉封（虛構） | 威力加強版、PS3版       |
| 1600年4月  | 關原之戰（史實）   | PS3版                   |
| 1565年3月  | 群雄集結（虛構）   | 原版、威力加強版、PS3版 |

### 群雄爭霸模式
以統一地方作為目標，通關後可得到「特典武將」。
| 起始日期  | 中文版名稱   | 地域       | 可選勢力                                                     | 載於                                |
| --------- | ------------ | ---------- | ------------------------------------------------------------ | ----------------------------------- |
| 1540年1月 | 暴風雨前夕   | 東海       | 織田信秀、齋藤道三、武田信虎、今川義元、松平廣忠             | 威力加強版、PS3版                   |
| 1560年1月 | 瀨戶內之霸者 | 中國、四國 | 毛利元就、尼子經久、宇喜多直家、三好長慶、長宗我部元親       | 原版、威力加強版、PS3版             |
| 1560年1月 | 關東群狼     | 關東       | 北条氏康、里見義堯、佐竹義重、長野業正                       | 威力加強版、PS3版                   |
| 1570年1月 | 三巴與六文錢 | 關東、北陸 | 武田信玄、上杉謙信、北条氏康、真田幸隆                       | 原版、威力加強版、PS3版             |
| 1570年1月 | 信長包圍網   | 近畿、東海 | 織田信長、淺井長政、朝倉義景、足利義昭                       | 威力加強版、PS3版                   |
| 1580年1月 | 九州三國志   | 九州       | 島津義久、大友宗麟、龍造寺隆信                               | 原版、威力加強版、PS3版             |
| 1582年6月 | 光秀的野心   | 近畿       | 明智光秀、羽柴秀吉、柴田勝家、細川忠興                       | 威力加強版、PS3版                   |
| 1590年1月 | 杜鵑之命運   | 近畿、東海 | 織田信長、豐臣秀吉、德川家康、松永久秀、鈴木重秀、本願寺顯如 | 原版、威力加強版、PS3版             |
| 1590年5月 | 無用男之城   | 關東       | 石田三成、成田長親                                           | PS3版（與電影「無用男之城」做連動） |
| 1600年1月 | 奧州紊亂     | 東北       | 上杉景勝、最上義光、伊達政宗、南部信直、津輕為信             | 原版、威力加強版、PS3版             |
| 1600年1月 | 攻占上田城   | 關東       | 真田昌幸、德川秀忠                                           | 威力加強版、PS3版                   |
| 1600年1月 | 關原決戰     | 東海       | 石田三成、德川家康                                           | 威力加強版、PS3版                   |
| 1615年5月 | 大坂之陣     | 近畿       | 豐臣秀賴、德川家康                                           | PS3版                               |

## 參看
- 光榮
- 信長之野望系列

## 外部連結
- 信長之野望·天道 官方網站 （页面存档备份，存于）
- 信長之野望·天道 威力加強版 官方網站 （页面存档备份，存于）
- 信長之野望·天道with威力加強版 PS3版官方網站 （页面存档备份，存于）